# جهاز العرض العلوي

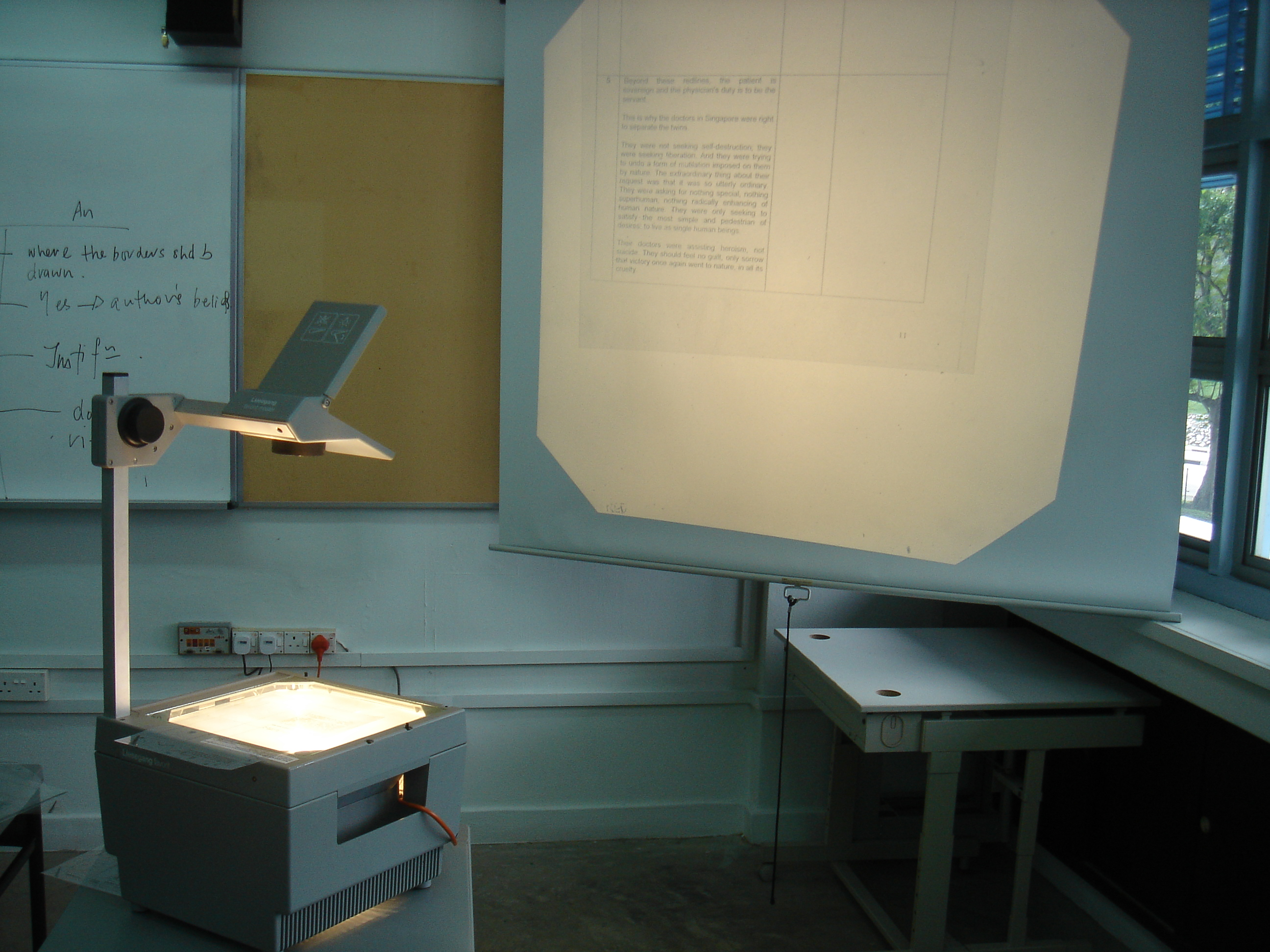
جهاز الإسقاط العلوي في الاِستعمال

جهاز الإسقاط العلوي (بالإنجليزية: Overhead projector)‏ يعتبر من أهم وسائل الاتصال البصرية، وهو قادر على إسقاط صورة كبيرة ثابتة، وساطعة على شاشة, وهي صورة لمادة تعليمية من كتابة، أو رسوم من البلاستيك الشفاف، أو أجسام، أو أشكال صغيرة. ويجد جهاز الإسقاط العلوي قبولاً لدى جميع مستويات التعليم, ومجالات الاتصالات الأخرى.